# Geelstreepdolkwesp
De geelstreepdolkwesp (Scolia hirta) is een vliesvleugelig insect uit de familie van de Scoliidae. De wetenschappelijke naam van de soort is voor het eerst geldig gepubliceerd in 1781 door Schrank.
De soort is in 2019 voor het eerst in Nederland waargenomen.